# Ivánino (Kursk)
Ivánino (ruso: Ива́нино) es un asentamiento de tipo urbano de Rusia, perteneciente al raión de Kurchátov de la óblast de Kursk.
En 2021, el asentamiento tenía una población de 2268 habitantes. En su territorio no hay pedanías.
Se ubica en la periferia suroccidental de Kurchátov. Ivánino conecta dicha ciudad con la carretera E38, que une Kursk con Hlújiv. El acceso entre Kurchátov y la E38 se hace mediante la carretera secundaria R199, que forma la avenida principal de Ivánino.

## Historia
En el Imperio ruso había aquí originalmente dos pequeñas localidades: un pueblo (seló) llamado "Vánino" y una aldea (derevnia) llamada "Vánina". Ambas localidades formaban parte de la vólost de Kolpakovo, en el uyezd de Lgov de la gobernación de Kursk. Entre 1866 y 1870 se desarrollaron como un poblado ferroviario, al abrirse aquí una estación en la línea de ferrocarril de Kursk a Kiev, si bien durante décadas siguió siendo una localidad rural y el principal producto que pasaba por la estación era el grano. Su desarrollo urbano comenzó en la década de 1970, cuando la Unión Soviética estableció aquí una de las colonias de trabajadores de la central nuclear de Kursk; a partir de entonces pasó a ser un área periférica de la ciudad de Kurchátov, por lo que en 1981 adoptó el estatus de asentamiento de tipo urbano.